# Ömürcan Yıldırımlı
Ömürcan Yıldırımlı (* 4. Juli 1993 in Düzce) ist ein türkischer Fußballspieler.

## Karriere

### Verein
Yıldırımlı wurde in Düzce geboren und fing mit dem Fußballspielen bei dem Amateurverein Düzce Gençlik ve Spor an. Wenige Jahre später wechselte er innerhalb der Stadt zum besser angesehenen Verein Düzcespor und spielte hier bis zum Alter von 17 Jahren. 
Anschließend wechselte er im Sommer 2010 zu TKİ Tavşanlı Linyitspor. Mit seiner Volljährigkeit bekam er auch seinen ersten Lizenzvertrag. Sein Debüt in der zweiten Liga gab er am 4. November 2011 gegen Şanlıurfaspor.